# Kvazičestica
U fizici, kvazičestice i klektivna pobuđivanja (što je blisko srodno) su pojavni fenomen koji se javlja kad se mikroskopski komplikovani sistem kao što je materija u čvrstom agregatnom stanju ponaša kao da sadrži različite slabo interagirajuće čestice u slobodnom prostoru. Na primer, kad elektron putuje kroz poluprovodnik, njegovo kretanje je poremećeno na kompleksan način njegovim iterakcijama sa svim drugim elektronima i jezgrima atoma; međutim on se približno ponaša kao elektron sa različitom masom (efektivnom masom) koji neuznemireno putuje kroz slobodni prostor. Ovaj „elektron” sa različitom masom se naziva „elektronskom kvazičesticom”. Još jedan primer je agregatno kretanje elektrona u valentnom pojasu poluprovodnika ili pojasu šupljina u metalu, što je isto kao bi material umesto toga sadržao pozitivno naelektirsane kvazičestice zvane šupljine. Druge kvazičestice ili kolektivna pobuđenja obuhvataju fonone (čestice izvedene iz vibracija atoma u čvrtom materijalu), plazmone (čestice izvedene iz oscilacija plazme), i mnoge druge.

## Literatura
- L. D. Landau, Soviet Phys. JETP. 3:920 (1957)
- L. D. Landau, Soviet Phys. JETP. 5:101 (1957)
- A. A. Abrikosov, L. P. Gor'kov, and I. E. Dzyaloshinski, Methods of Quantum Field Theory in Statistical Physics (1963, 1975). Prentice-Hall, New Jersey; Dover Publications, New York.
- D. Pines, and P. Nozières, The Theory of Quantum Liquids (1966). W.A. Benjamin, New York. Volume I: Normal Fermi Liquids (1999). Westview Press, Boulder.
- J. W. Negele, and H. Orland, Quantum Many-Particle Systems (1998). Westview Press, Boulder